# 슈퍼 마리오 선샤인
《슈퍼 마리오 선샤인》은 닌텐도가 제작한 2002년 플랫폼 게임이다. 1996년작 《슈퍼 마리오 64》에 이은 《슈퍼 마리오》 시리즈의 두 번째 3D 게임으로 게임큐브 플랫폼으로 개발됐다. 일본서 2002년 7월 19일 처음 출시됐다.
무대는 열대기후의 돌픽 섬으로 마리오, 피치 공주와 키노피오 일행이 휴가를 보내기 위해 방문한다. 마리오를 닮은 악당 섀도 마리오가 섬을 그래피티로 훼손하고 마리오가 피의자로 오해를 받자, 돌픽 섬을 구출하고 섀도 마리오에게 납치된 피치 공주를 구하기 위해 펌프 장치와 함께 모험을 떠난 이야기를 다뤘다. 게임플레이상 《슈퍼 마리오 64》와 대동소이하나 펌프를 사용하 적을 공격하고 장애물을 돌파하는 등 새로운 조작기능이 추가됐다.
개발은 닌텐도 정보개발본부가 담당했으며 코이즈미 요시아키와 우스이 겐타가 감독하고 시리즈 제작자 미야모토 시게루와 데즈카 다카시가 프로듀서를 맡았다. 그 외 각본은 와다 마코토, 음악은 곤도 고지와 다나카 시노부가 담당했다.
발매 당시 《슈퍼 마리오 선샤인》은 그래픽, 게임플레이, 음악과 펌프 기능으로 호평을 받았다. 그러나 게임의 카메라 시점, 펌프의 변칙적인 특성, 고난이도, 목소리 연기 추가 등으로 비판 및 지적을 받았다. 2006년 기준으로 누적판매량이 5백만 장 이상으로 가장 많이 팔린 게임보이 게임 순위권이 진입했다. 2003년에 플레이어스 초이스로 재판됐으며, 2020년에 닌텐도 스위치로 《슈퍼 마리오 64》와 《슈퍼 마리오 Wii 갤럭시 어드벤처》와 수록된 합본 《슈퍼 마리오 3D 컬렉션》로서 재출시됐다.

## 스토리
마리오와 피치 공주, 키노피오들은 버섯 왕국에서 멀리 떨어진 남쪽 바다의 돌픽 섬으로 바캉스를 온다. 하지만 섬은 M 모양의 낙서와 이상한 물감으로 더럽혀져 있었고, 이로 인해 섬의 샤인이 사라졌다. 범인의 인상착의가 마리오와 유사하였기 때문에, 누명을 쓴 마리오는 섬을 물대포 펌프로 청소하게 되었다. 마리오는 진범을 찾으러 나서는데...

## 평가
| 평가 |         |
| --- | ------- |
| 통합 점수 통합사 점수 게임랭킹스 92% [ 2 ] 메타크리틱 92/100 [ 3 ] 평론 점수 평론사 점수 1UP.com A [ 4 ] 올게임 [ 5 ] CVG 10/10 [ 6 ] 에지 9/10 [ 7 ] EGM 9.5/10 [ 8 ] 유로게이머 9/10 [ 9 ] 패미츠 37/40 [ 10 ] 게임 인포머 9.75/10 [ 11 ] 게임 레볼루션 A- 게임프로 게임스팟 8/10 [ 12 ] 게임스파이 [ 13 ] 게임스레이더+ IGN 9.4/10 [ 14 ] 닌텐도 라이프 9/10 [ 15 ] 닌텐도 파워 10/10 [ 16 ] Thunderbolt 9/10 |         |
| 통합 점수 |         |
| 통합사 | 점수    |
| 게임랭킹스 | 92%     |
| 메타크리틱 | 92/100  |
| 평론 점수 |         |
| 평론사 | 점수    |
| 1UP.com | A       |
| 올게임 | [ 5 ]   |
| CVG | 10/10   |
| 에지 | 9/10    |
| EGM | 9.5/10  |
| 유로게이머 | 9/10    |
| 패미츠 | 37/40   |
| 게임 인포머 | 9.75/10 |
| 게임 레볼루션 | A-      |
| 게임프로 | 5/별    |
| 게임스팟 | 8/10    |
| 게임스파이 | [ 13 ]  |
| 게임스레이더+ | 4.5/별  |
| IGN | 9.4/10  |
| 닌텐도 라이프 | 9/10    |
| 닌텐도 파워 | 10/10   |
| Thunderbolt | 9/10    |

## 참조

### 주해
1. ↑  영어: Super Mario Sunshine, 일본어: スーパーマリオサンシャイン